# Coccoloba shaferi
Coccoloba shaferi là một loài thực vật có hoa trong họ Rau răm. Loài này được (Britton) Alain mô tả khoa học đầu tiên năm 1951.